# Ecsenius namiyei
Ecsenius namiyei är en fiskart som först beskrevs av Jordan och Barton Warren Evermann 1902.  Ecsenius namiyei ingår i släktet Ecsenius och familjen Blenniidae. Inga underarter finns listade i Catalogue of Life.